# Pál Várhidi
Pál Várhidi (ur. jako Pál Vinkovics, 6 listopada 1931 w Budapeszcie, zm. 12 listopada 2015) – węgierski piłkarz grający na pozycji obrońcy. W swojej karierze rozegrał 10 meczów w reprezentacji Węgier.

## Kariera klubowa
Swoją karierę piłkarską Várhidi rozpoczynał w klubach Újpesti Törekvés SE i Wolfner SE. Następnie odszedł do Újpesti Dózsa. W 1949 zadebiutował w jego barwach w pierwszej lidze węgierskiej i w klubie tym grał do końca swojej kariery, czyli do 1966 roku. Wraz z Újpestem wywalczył mistrzostwo kraju w 1960 roku oraz dwa wicemistrzostwa w latach 1960 i 1961.

## Kariera reprezentacyjna
W reprezentacji Węgier Várhidi zadebiutował 19 września 1954 roku w wygranym 5:1 towarzyskim meczu z Rumunią. W 1954 roku został powołany do kadry na mistrzostwa świata w Szwajcarii, na których Węgry wywalczyli wicemistrzostwo świata. Na Mundialu był rezerwowym i nie rozegrał żadnego spotkania. Od 1954 do 1957 roku rozegrał w kadrze narodowej 10 meczów. W 1960 roku zdobył z kadrą olimpijską brązowy medal na igrzyskach olimpijskich w Rzymie.
| Mecze i gole w reprezentacji | Mecze i gole w reprezentacji | Mecze i gole w reprezentacji | Mecze i gole w reprezentacji | Mecze i gole w reprezentacji | Mecze i gole w reprezentacji | Mecze i gole w reprezentacji |
| #                            | Data                         | Stadion                      | Rywal                        | Wynik                        | Gol                          | Rozgrywki                    |
| 1954                         | 1954                         | 1954                         | 1954                         | 1954                         | 1954                         | 1954                         |
| ---------------------------- | ---------------------------- | ---------------------------- | ---------------------------- | ---------------------------- | ---------------------------- | ---------------------------- |
| 1.                           | 19.09.1954                   | Budapeszt, Węgry             | Rumunia                      | 5:1                          | 0                            | towarzyski                   |
| 2.                           | 26.09.1954                   | Moskwa, ZSRR                 | ZSRR                         | 1:1                          | 0                            | towarzyski                   |
| 1955                         |                              |                              |                              |                              |                              |                              |
| 3.                           | 08.05.1955                   | Oslo, Norwegia               | Norwegia                     | 5:0                          | 0                            | towarzyski                   |
| 4.                           | 15.05.1955                   | Kopenhaga, Dania             | Dania                        | 6:0                          | 0                            | towarzyski                   |
| 5.                           | 19.05.1955                   | Helsinki, Finlandia          | Finlandia                    | 9:1                          | 0                            | towarzyski                   |
| 6.                           | 29.05.1955                   | Budapeszt, Węgry             | Szkocja                      | 3:1                          | 0                            | towarzyski                   |
| 7.                           | 17.09.1955                   | Lozanna, Szwajcaria          | Szwajcaria                   | 5:4                          | 0                            | towarzyski                   |
| 8.                           | 13.11.1955                   | Budapeszt, Węgry             | Szwecja                      | 4:2                          | 0                            | towarzyski                   |
| 1957                         |                              |                              |                              |                              |                              |                              |
| 9.                           | 16.06.1957                   | Sztokholm, Szwecja           | Szwecja                      | 0:0                          | 0                            | towarzyski                   |
| 10.                          | 23.06.1957                   | Budapeszt, Węgry             | Bułgaria                     | 4:1                          | 0                            | el. MŚ 1958                  |

## Kariera trenerska
Po zakończeniu kariery piłkarskiej Várhidi został trenerem. Prowadził takie zespoły jak: Vác FC, Budapesti EAC, Újpesti Dózsa, Göd i Elektromos SC. Największe sukcesy osiągnął z Újpestem, który czterokrotnie doprowadził do tytułu mistrza kraju w sezonach 1973/1974, 1974/1975, 1977/1978 i 1978/1979 oraz zdobycia Pucharu Węgier w 1975 roku.